# Viburnum discolor
Viburnum discolor är en desmeknoppsväxtart som beskrevs av George Bentham. Viburnum discolor ingår i släktet olvonsläktet, och familjen desmeknoppsväxter. Inga underarter finns listade i Catalogue of Life.